# The Hunting Party (serie de televisión)
The Hunting Party es una serie de televisión de drama criminal y procedimental estadounidense creada por JJ Bailey. Se estrenó a través de NBC el 19 de enero de 2025. En mayo de 2025, la serie fue renovada para una segunda temporada.

## Reparto
- Melissa Roxburgh como Rebecca «Bex» Henderson
- Nick Wechsler como Oliver Odell
- Patrick Sabongui como Ryan Hassani
- Josh McKenzie como Shane Florence
- Sara Garcia como Jennifer Morales

## Episodios
| N.º | Título                 | Dirigido por     | Escrito por                                  | Fecha de emisión original | Audiencia (millones) |
| --- | ---------------------- | ---------------- | -------------------------------------------- | ------------------------- | -------------------- |
| 1   | «Richard Harris»       | Thor Freudenthal | JJ Bailey                                    | 19 de enero de 2025       | 3.05                 |
| 2   | «Clayton Jessup»       | Marcus Stokes    | Keto Shimizu                                 | 10 de febrero de 2025     | 2.87                 |
| 3   | «Lowe»                 | Kristin Windell  | Michael Jones-Morales                        | 17 de febrero de 2025     | 3.12                 |
| 4   | «Doctor Ezekiel Malak» | Blackhorse Lowe  | Guion de: JJ Bailey Historia de: Jake Coburn | 24 de febrero de 2025     | 3.06                 |
| 5   | «Roy Barber»           | Glen Winter      | Guion de: Jake Coburn Historia de: JJ Bailey | 3 de marzo de 2025        | 2.69                 |
| 6   | «Arlo Brandt»          | James Bamford    | Michael Jones-Morales y Vinny Ferris         | 10 de marzo de 2025       | 2.82                 |
| 7   | «Mark Marsden»         | Rob Hardy        | Rebecca Bellotto y Paula Sabbaga             | 17 de marzo de 2025       | 2.91                 |
| 8   | «Denise Glenn»         | Nicole Rubio     | Keto Shimizu y David Loong                   | 24 de marzo de 2025       | 2.26                 |
| 9   | «Tom Beecher»          | Shana Stein      | Rebecca Bellotto y Paula Sabbaga             | 31 de marzo de 2025       | 2.21                 |
| 10  | «Jenna Wells»          | Thor Freudenthal | JJ Bailey y Jake Coburn                      | 7 de abril de 2025        | 2.02                 |

## Producción

### Desarrollo
En agosto de 2022, se anunció que J.J. Bailey había firmado un acuerdo global con Universal Television y que el primer proyecto que se desarrollaría sería el drama procedimental The Hunting Party, creado por Bailey y Jake Coburn. En febrero de 2023, se anunció que NBC había creado una sala de guionistas para la serie y que un año después se daría la orden formal de convertirla en serie. El 12 de mayo de 2025, NBC renovó la serie para una segunda temporada.

### Selección de reparto
En mayo de 2024, se anunció que Melissa Roxburgh era la protagonista de la serie. Más tarde ese mismo mes, se anunció que Patrick Sabongui, Josh McKenzie y Sara Garcia se habían unido al reparto principal de la serie. En junio de 2024, Nick Wechsler se unió al reparto principal, mientras que Kyra Leroux fue elegida para un papel recurrente.

### Rodaje
El rodaje de la serie comenzó el 20 de junio de 2024 y concluyó el 19 de noviembre del mismo año.

## Emisión
La serie se estrenó el 19 de enero de 2025 a través de NBC.

## Recepción

### Respuesta crítica
En el agregador de reseñas Rotten Tomatoes la serie tiene un índice de aprobación del 18%, basándose en 11 reseñas, con una calificación promedio de 4.7/10. En Metacritic, tiene una puntuación media ponderada de 34 sobre 100 basada en 7 críticas, lo que indica reseñas «generalmente desfavorables».

### Audiencia
| N.º | Título                 | Fecha de emisión      | ÍA (18–49) | Audiencia (millones) | DVR (18–49) | Audiencia DVR (millones) | Total (18–49) | Audiencia total (millones) | Ref(s) |
| --- | ---------------------- | --------------------- | ---------- | -------------------- | ----------- | ------------------------ | ------------- | -------------------------- | ------ |
| 1   | «Richard Harris»       | 19 de enero de 2025   | 0.5/4      | 3.05                 | 0.1         | 0.62                     | 0.5           | 3.67                       | [ 5 ]  |
| 2   | «Clayton Jessup»       | 10 de febrero de 2025 | 0.2/3      | 2.87                 | 0.1         | 1.78                     | 0.4           | 4.65                       | [ 6 ]  |
| 3   | «Lowe»                 | 17 de febrero de 2025 | 0.2/4      | 3.12                 | 0.1         | 1.62                     | 0.35          | 4.74                       | [ 7 ]  |
| 4   | «Doctor Ezekiel Malak» | 24 de febrero de 2025 | 0.2/4      | 3.06                 | 0.1         | 1.67                     | 0.35          | 4.72                       | [ 8 ]  |
| 5   | «Roy Barber»           | 3 de marzo de 2025    | 0.2/3      | 2.69                 | 0.1         | 1.71                     | 0.3           | 4.41                       | [ 9 ]  |
| 6   | «Arlo Brandt»          | 10 de marzo de 2025   | 0.2/3      | 2.82                 | 0.1         | 1.61                     | 0.3           | 4.43                       | [ 10 ] |
| 7   | «Mark Marsden»         | 17 de marzo de 2025   | 0.2/3      | 2.91                 | 0.1         | 1.52                     | 0.3           | 4.42                       | [ 11 ] |
| 8   | «Denise Glenn»         | 24 de marzo de 2025   | 0.1/2      | 2.26                 | 0.2         | 1.71                     | 0.3           | 3.97                       | [ 12 ] |
| 9   | «Tom Beecher»          | 31 de marzo de 2025   | 0.1/2      | 2.21                 | 0.2         | 1.66                     | 0.3           | 3.87                       | [ 13 ] |
| 10  | «Jenna Wells»          | 7 de abril de 2025    | 0.1/2      | 2.02                 | 0.2         | 1.71                     | 0.3           | 3.72                       | [ 14 ] |